# Alenka Kejžar
Alenka Kejžar (Kranj, 15 febbraio 1979) è un'ex nuotatrice slovena.
Specializzata nel dorso e nei misti ha partecipato a tre edizioni olimpiche, fino ad Atene 2004, in seguito alle quali ha concluso la carriera.

## Palmarès
- Mondiali in vasca corta

Atene 2000: bronzo nei 100m misti.
Mosca 2002: argento nei 400m misti.
- Europei

Berlino 2002: bronzo nei 200m misti.
Madrid 2004: argento nei 200m rana.
- Europei in vasca corta

Rostock 1996: argento nei 200m rana, bronzo nei 100m dorso e nei 200m dorso.
Anversa 2001: argento nei 100m misti, bronzo nei 200m misti e nei 400m misti.
Riesa 2002: argento nei 200m misti, bronzo nei 100m misti e 400m misti.
Dublino 2003: oro nei 200m misti e argento nei 100m misti.
- Giochi del Mediterraneo

Linguadoca-Rossiglione 1993: bronzo nei 200m rana.
- Vincitrice della Coppa del Mondo di dorso nel 1996